# Исаев, Таджитдин
Таджитдин Исаев (1904, к. Димула-Боло, Гармская волость, Бухарский эмират — 1971, Душанбе, Таджикская ССР, СССР) — советский таджикский хозяйственный, государственный и партийный деятель.

## Биография
Родился в 1904 году. Член ВКП(б) с 1931 года.
С 1928 года — на хозяйственной, общественной и политической работе. В 1928—1963 гг. — председатель Кзыл-Мазарского, Гармского райисполкомов, заведующий Школьным отделом Сталинабадского городского комитета КП(б) Таджикистана, секретарь Даштиджумского районного комитета КП(б) Таджикистана, народный комиссар пищевой промышленности Таджикской ССР, 3-й секретарь ЦК КП(б) Таджикистана, секретарь ЦК КП(б) Таджикистана по пропаганде и агитации, 2-й секретарь ЦК КП(б) Таджикистана, 1-й секретарь Областного комитета КП(б) Таджикистана Горно-Бадахшанской автономной области, на партийной, советской работе в Казахской ССР, в ЦК КП Таджикистана.
Избирался депутатом Верховного Совета СССР 1-го и 2-го созывов.
Умер в 1971 году в Душанбе.